# Piedra rúnica de Vang
La piedra de Vang, listada como N 84 en la Rundata, es una piedra rúnica de principios del siglo xi localizada en Vang, Oppland, Noruega.

## Descripción
La piedra de Vang estaba emplazada en el exterior de la stavkirke de Vang. La iglesia fue desmantelada y trasladada a Krummhübel, Polonia, en 1844, y la piedra a su actual posición, fuera de la iglesia en Vang. Es una pieza irregular de pizarra de 2,15 metros de alto, 1,25 m de ancho y 8–13 cm de grosor. El grabado pertenece al estilo Ringerike, y muestra bandas, hojas y un león. Al principio se pensó que pudo pertenecer a la cabecera de un portal, pero hoy día esta versión no se acepta en general. En contraste con otras piedras rúnicas de la era vikinga, el texto en alfabeto rúnico no aparece en el grabado como una composición integral, sino que fue grabada en el canto de la piedra, parecido a la piedra rúnica de la Catedral de San Pablo del mismo estilo.

## Inscripción

### Transcripción
La transliteración de la inscripción rúnica en caracteres latinos es:
kosa : sunir : ristu : s(t)in : þinsi : af(t)ir : kunar : bruþur:sun

### Encastellano
Los hijos de Gasi erigieron esta piedra en memoria de Gunnarr, (su) sobrino.